# Alandi

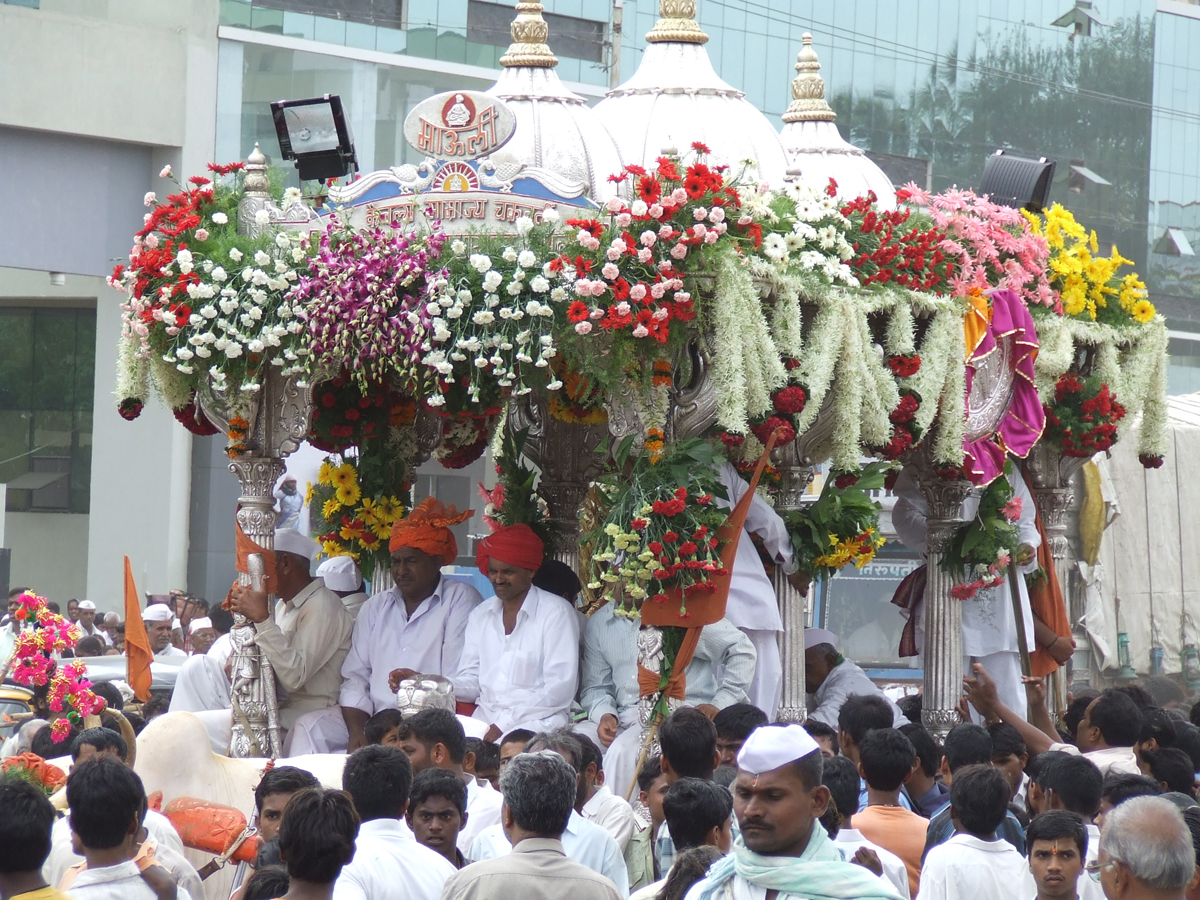
Święto Karttik ekadashi w Alandi

Alandi (marathi: आळंदी) – miejscowość (ok. 18 tys. mieszkańców) w indyjskim stanie Maharashtra. Ważne centrum pielgrzymkowe ze względu na samadhi słynnego średniowiecznego mistyka Dźńaneśwara. Święto związane z dotarciem pielgrzymki do Alandi odbywa się co roku w jedenasty dzień (ekadaśi) miesiąca karttika.
W pobliskim miasteczku Dehu znajduje się z kolei samadhi innego popularnego świętego, Tukarama.